# 恋人はあなただけ
『恋人はあなただけ』（こいびとはあなただけ）は、里中満智子による日本の漫画作品。

『なかよし』（講談社）にて1973年7月号から同年12月号まで連載された。全6話。単行本は同社の講談社コミックスなかよしより全1巻。

## 書誌情報
- 里中満智子 『恋人はあなただけ』 講談社〈講談社コミックスなかよし〉、1975年1月10日第1刷発行、ISBN 4-06-108207-8